# Natroniella acetigena
Natroniella acetigena è una specie di batterio appartenente alla famiglia delle Halobacteroidaceae.